# 球蚁蛛
球蚁蛛（学名：Myrmarachne globosa）为跳蛛科蚁蛛属的动物。分布于安哥拉、扎伊尔、越南以及中国大陆的湖南、云南等地。该物种的模式产地在非洲。